# 昔の名前で出ています
『昔の名前で出ています』（むかしのなまえででいます）は、1975年1月25日に発売された小林旭のシングル。

## 概要
小林にとって、1985年から1986年に掛けてヒットした「熱き心に」などと並ぶ代表曲である。
発売当時の1975年1月以降暫くは鳴かず飛ばすだったが、小林自らが全国のキャバレーなどをドサ回りするなど地道にプロモーションを続けた結果、2年後の1977年に入ってから徐々に売り上げを伸ばし、ロングセラーとなった。累計売上は200万枚を突破した（小林によると実数で大体270万枚）。オリコン集計では約95万枚（100位以内のチャートイン期間のみの累計）を記録し、同集計において小林のシングルとしては2019年現在、最大のヒットとなった。
1977年暮れの『第28回NHK紅白歌合戦』で、小林がNHK紅白歌合戦への初出場を果たし「昔の名前で出ています」を歌唱した。
タイトル曲「昔の名前で出ています」は、1978年公開の映画『多羅尾伴内』に挿入歌として使用された。
ポリドール、ソニーレコードから発売されているベスト盤に収録されているものは1975年当時の音源ではなく、それぞれ在籍時の1980年代、1990年代に録音された音源である。
このヒットよりお蔵入りしたのが同じ星野作詞の「ホルモン小唄～元気でチャチャチャ」である。本作ヒットの2年後の1977年に細野晴臣プロデュースによる小林旭のアルバム用に小林の大ファンとして知られる大瀧詠一が作曲したが、大滝が仮歌まで入れるも本作のヒットから小林の歌手としての方向性が変更され、「そんなアルバムを作っている場合ではない」とアルバムの企画ごとお蔵入りしていた。その為、小林歌唱の音源はない。2023年、大滝歌唱版が世に出て日の目を見た。その後、大瀧が作曲してヒットしたのが「熱き心に」である。

## 収録曲
1. 昔の名前で出ています（3分50秒）
作詞：星野哲郎、作曲：叶弦大、編曲：斉藤恒夫、コーラス：シンガーズ・スリー、演奏：クラウン・オーケストラ
2. 夕子（3分25秒）
作詞：星野哲郎、作曲：叶弦大、編曲：原田良一、演奏：クラウン・オーケストラ

## アンサーソング・パロディ
1978年5月25日には、小林自ら「私の名前が変わります」という曲名でレコードを発売した。
所ジョージは、1984年1月1日にアンサーソング「私の名前で出ています」を発売した。また所は「昔の車で乗ってます」という曲も発表している（1980年発売のアルバム『みんな不良少年だった』に収録）